# Episodi di Il commissario Köster (trentaquattresima stagione)
La trentaquattresima stagione della serie televisiva Il commissario Köster è stata trasmessa in prima visione in Germania da ZDF dal 19 marzo al 1 ottobre 2010.
| 1 | Ende der Schonzeit | Il taglialegna       | 19 marzo 2010     |   |   |                 |  |                   |  |
| 2 | Muttertag          | L'amore di una madre | 26 marzo 2010     |   |   |                 |  |                   |  |
| 3 | Tödliches Alibi    | Alibi mortale        | 2 aprile 2010     |   |   |                 |  |                   |  |
| 4 | Dunkelziffer       |                      | 9 aprile 2010     | - | 5 | Oder du stirbst |  | 10 settembre 2010 |  |
| 6 | Teufel in Weiß     |                      | 17 settembre 2010 |   |   |                 |  |                   |  |
| 7 | Tod im Tierpark    |                      | 24 settembre 2010 |   |   |                 |  |                   |  |
| 8 | Rettungslos        |                      | 1º ottobre 2010   |   |   |                 |  |                   |  |